# 丁經
丁經（1459年—？），字彝之，山西嵐縣人，軍籍，明朝政治人物。

## 生平
山西鄉試第十三名舉人。成化二十三年（1487年）中式丁未科會試第一百四十七名，三甲第一百零五名進士。

## 家族
曾祖丁懋，經歷；祖父丁志榮，訓導；父丁瑄，知縣。母路氏。重庆下。